# العلاقات النمساوية اللاوسية
العلاقات النمساوية اللاوسية هي العلاقات الثنائية التي تجمع بين النمسا ولاوس.

## مقارنة بين البلدين
هذه مقارنة عامة ومرجعية للدولتين:
| وجه المقارنة                                              | النمسا                                                    | لاوس        |
| --------------------------------------------------------- | --------------------------------------------------------- | ----------- |
| المساحة (كم2)                                             | 83.86 ألف                                                 | 236.80 ألف  |
| عدد السكان (نسمة)                                         | 8.81 مليون                                                | 6.86 مليون  |
| الكثافة السكانية (ن./كم²)                                 | 105.06                                                    | 28.97       |
| العاصمة                                                   | فيينا                                                     | فيينتيان    |
| اللغة الرسمية                                             | اللغة الألمانية، لغة الإشارة النمساوية ‏                   | اللغة اللاو |
| العملة                                                    | يورو، شلن نمساوي، رايخ مارك، شلن نمساوي                   | كيب لاوي    |
| الناتج المحلي الإجمالي (بليون دولار)                      | 416.60 مليار                                              | 16.85 مليار |
| الناتج المحلي الإجمالي (تعادل القوة الشرائية) بليون دولار | 426.99 مليار                                              | 38.71 مليار |
| الناتج المحلي الإجمالي الاسمي للفرد دولار أمريكي          | 43.77 ألف                                                 | 1.82 ألف    |
| الناتج المحلي الإجمالي للفرد دولار أمريكي                 | 47.68 ألف                                                 |             |
| مؤشر التنمية البشرية                                      | 0.885                                                     | 0.575       |
| رمز المكالمات الدولي                                      | +43                                                       | +856        |
| رمز الإنترنت                                              | .at                                                       | .la         |
| المنطقة الزمنية                                           | توقيت وسط أوروبا، ت ع م+01:00، ت ع م+02:00، أوروبا/فيينا ‏ | ت ع م+07:00 |

## منظمات دولية مشتركة
يشترك البلدان في عضوية مجموعة من المنظمات الدولية، منها:
| علم المنظمة | اسم المنظمة                        | تاريخ انضمام النمسا | تاريخ انضمام لاوس |
| ----------- | ---------------------------------- | ------------------- | ----------------- |
|             | بنك التنمية الآسيوي                | 1966                | 1966              |
|             | مؤسسة التنمية الدولية              | 28 يونيو 1961       | 28 أكتوبر 1963    |
|             | يونسكو                             | 13 أغسطس 1948       | 9 يوليو 1951      |
|             | وكالة ضمان الاستثمار متعدد الأطراف | 16 ديسمبر 1997      | 5 أبريل 2000      |
|             | الأمم المتحدة                      | 14 ديسمبر 1955      | 14 ديسمبر 1955    |
|             | البنك الدولي للإنشاء والتعمير      | 27 أغسطس 1948       | 5 يوليو 1961      |
|             | منظمة حظر الأسلحة الكيميائية       | ?                   | ?                 |
|             | مؤسسة التمويل الدولية              | 28 سبتمبر 1956      | 29 يناير 1992     |
|             | منظمة الشرطة الجنائية الدولية      | ?                   | ?                 |

## وصلات خارجية
- موقع وزارة الخارجية النمساوية
- موقع وزارة الخارجية اللاوسية